# George Austin Welsh
George Austin Welsh (* 9. August 1878 bei Bay View, Cecil County, Maryland; † 22. Oktober 1970 in Media, Pennsylvania) war ein US-amerikanischer Jurist und Politiker. Zwischen 1923 und 1932 vertrat er den Bundesstaat Pennsylvania im US-Repräsentantenhaus; anschließend wurde er Bundesrichter.

## Werdegang
George Welsh besuchte die öffentlichen Schulen im Großraum von Philadelphia und studierte danach an der dortigen Temple University. Zwischen 1895 und 1901 war er Stenograf und Pressesprecher (Reporter) der Staatslegislative. Nach einem anschließenden Jurastudium an der Temple University und seiner 1905 erfolgten Zulassung als Rechtsanwalt begann er in Philadelphia in diesem Beruf zu arbeiten. In den Jahren 1905 und 1906 war er Sekretär des Bürgermeisters von Philadelphia. Von 1906 bis 1907 gehörte er zu den juristischen Vertretern dieser Stadt. Danach amtierte er von 1907 bis 1922 als stellvertretender Bezirksstaatsanwalt im Philadelphia County. Im Jahr 1917 unterbrach er diese Tätigkeit, um in Fort Niagara an einer Offiziersausbildung der US Army teilzunehmen. Hintergrund war der amerikanische Eintritt in den Ersten Weltkrieg. George Welsh war zwischen 1914 und 1938 Sekretär der Temple University; danach fungierte er als deren Vizepräsident. Politisch wurde er Mitglied der Republikanischen Partei. Von 1914 bis 1932 war er deren Bezirksvorsitzender. Außerdem saß er von 1921 bis 1932 im Bildungsausschuss des Philadelphia County.
Bei den Kongresswahlen des Jahres 1922 wurde Welsh im sechsten Wahlbezirk von Pennsylvania in das US-Repräsentantenhaus in Washington, D.C. gewählt, wo er am 4. März 1923 die Nachfolge von George P. Darrow antrat. Nach vier Wiederwahlen konnte er bis zu seinem am 31. Mai 1932 offiziell erfolgten Rücktritt im Kongress verbleiben. Von 1925 bis 1927 war er Vorsitzender des Committee on Industrial Arts and Expositions.
Welshs Rücktritt erfolgte nach seiner Ernennung zum Richter am Bundesbezirksgericht für den östlichen Teil des Staates Pennsylvania. Dieses Amt übte er bis zum Jahr 1957 aus. Danach ging er in den Ruhestand; er war aber weiterhin als Senior Judge tätig. Damit konnte er bei Bedarf als Aushilfsrichter vertretungsweise einspringen. George Welsh starb am 22. Oktober 1970 im Alter von 92 Jahren in Media, wo er seine letzten Lebensjahre verbracht hatte.